# College rock
Genres dérivés
Rock indépendant, grunge, indie pop, dance alternative
Le college rock était un genre de rock alternatif joué par des étudiants et sur des stations de radio universitaires aux États-Unis et au Canada à la fin des années 1980. Les listes de chansons diffusées étaient choisies par des étudiants refusant de passer du rock populaire,.

## Caractéristiques
Les groupes de cette catégorie mêlaient de façon expérimentale le post-punk et la new wave et étaient caractérisés par un style pop mélodique et une tendance underground. Il ne s'agissait pas nécessairement d'un genre en soi, mais les groupes de college rock partageaient certaines caractéristiques similaires. Des groupes comme R.E.M., U2, The Cure, Red Hot Chili Peppers, Camper Van Beethoven, The Smiths, XTC, et The Replacements en furent des représentants au milieu des années 1980,.

## Histoire
En 1988, certains groupes de college rock devinrent célèbres grâce à des singles qui intégrèrent le Billboard Hot 100. Parmi eux, The Church, avec Under the Milky Way, atteignit la 26e place, Midnight Oil, la 17e place avec le titre Beds Are Burning et Love and Rockets, avec le single So Alive, la troisième place en 1989. Toujours en 1988, R.E.M. se fit connaître à la radio avec les chansons The One I Love et Stand.
CMJ New Music Report publiait auparavant un classement mesurant la popularité des groupes diffusés sur les radios locales universitaires et lycéennes. Les palmarès du journal étaient repris, entre autres, par le magazine Rolling Stone. Dans les années 1990, l'appellation « college rock » pour ce style musical fut largement remplacée par les termes de rock « alternatif » et « indépendant ». La plupart des musiciens de college rock parvinrent au succès dans l'industrie musicale américaine.